# Cis rugosus
Cis rugosus es una especie de coleóptero de la familia Ciidae.

## Distribución geográfica
Habita en Nuevas Hébridas.